# Захарченко Марко Васильович
Заха́рченко Марко Васильович (1 січня 1938 — 17 листопада 2015) — український соціолог, професор Київського національного університету імені Шевченка.

## Освіта та викладацька діяльність
У 1960 р. закінчив філософське відділення історико-філософського факультету Київського державного університету ім. Т. Г. Шевченка (надалі — КДУ ім. Шевченка).
Працював учителем (1961), лаборантом соціологічної лабораторії КДУ ім. Шевченка (1962). Після закінчення аспірантури при університеті з 1965 р. отримав посади асистента, старшого викладача, доцента кафедри філософії природничих факультетів (1972), кафедри історичного матеріалізму КДУ ім. Шевченка.Кандидат філософських наук (1967).
З 1979 р. — доцент новоствореної кафедри соціології відділення соціології філософського факультету, з 1997 р. — професор кафедри теорії та історії соціології факультету соціології та психології Київського національного університету ім. Т. Г. Шевченка. Нагороджений знаком «Відмінник освіти України» (1998).

## Наукова діяльність
Науково-дослідницька діяльність пов'язана з розробкою проблематики методології соціологічних досліджень, загальної соціологічної теорії та історії соціології, з 1990-х років займався питаннями теорії й практики ретроспективної соціології, теоретичним реконструюванням та моделюванням соцієтальних та соціокультурних процесів і явищ в історії українського суспільства.
Опублікував понад 100 публікацій, у тому числі 7 індивідуальних та колективних монографій. Є одним з авторів двох перших в Україні навчальних посібників з історії соціології та історії соціологічної думки України.

## Основна бібліографія
- Захарченко М. В., Погорілий О. І. Історія соціології: Від античності до початку XX ст. — К.: Либідь. 1993. — 336 с. — ISBN 5-325-00191-4
- Захарченко М. В., Бурлачук В. Ф., Молчанов М. О. Соціологічна думка України: — К.: Заповіт, 1996. — 424 с. — ISBN 5-7707-1076-4
- Соціологія: короткий енциклопедичний словник / уклад.: В. І. Волович, В. І. Тарасенко, М. В. Захарченко та ін.; під заг. ред. В. І. Волович. — К.: Укр. Центр духов. культури, 1998. — 728 c. — ISBN 966-7276-23-6
- Соціологія: Матеріали до лекційного курсу. К.: Заповіт, 1996. — 344 с. — ISBN 5-7763-2588-9